# Oscar Olivier
Oscar Olivier (11 juni 2007) is een Belgisch voetballer die onder contract ligt bij Standard Luik.

## Carrière
Olivier genoot zijn jeugdopleiding bij FC Malonne, RUW Ciney en Standard Luik. Olivier werd door Standard opgemerkt op een zaalvoetbaltoernooi in Marche-en-Famenne. In januari 2023 ondertekende hij zijn eerste profcontract bij de club.
Op 2 december 2023 maakte Olivier zijn profdebuut in het shirt van SL 16 FC, het beloftenelftal van Standard Luik dat uitkomt in Eerste klasse B: op de veertiende competitiespeeldag liet trainer Réginal Goreux hem in de 1-3-nederlaag tegen Zulte Waregem in de 82e minuut invallen. Drie dagen later mocht hij in de inhaalwedstrijd tegen Beerschot VA  bij de rust invallen en scoorde hij in de 77e minuut het enige doelpunt van de wedstrijd. Olivier speelde in het seizoen 2023/24 tien competitiewedstrijden voor SL16 FC, dat dat seizoen laatste eindigde in Eerste klasse B. Op 18 mei 2024, een maand na afloop van het seizoen in Eerste klasse B, maakte hij z'n officiële debuut voor het eerste elftal van Standard: op de voorlaatste speeldag van de Europe Play-offs liet trainer Ivan Leko hem in de 68e minuut invallen voor Seydou Fini.

## Clubstatistieken
| Seizoen         | Club            | Land            | Competitie      | Competitie | Competitie | Beker | Beker | Supercup | Supercup | Europees | Europees | Totaal | Totaal |
| Seizoen         | Club            | Land            | Competitie      | Wed.       | Dlp.       | Wed.  | Dlp.  | Wed.     | Dlp.     | Wed.     | Dlp.     | Wed.   | Dlp.   |
| --------------- | --------------- | --------------- | --------------- | ---------- | ---------- | ----- | ----- | -------- | -------- | -------- | -------- | ------ | ------ |
| 2023/24         | SL 16 FC        | Vlag van België | Eerste klasse B | 10         | 2          | —     | —     | —        | —        | —        | —        | 10     | 2      |
| 2023/24         | Standard Luik   | Vlag van België | Eerste klasse A | 1          | 0          | 0     | 0     | —        | —        | —        | —        | 1      | 0      |
| Carrière totaal | Carrière totaal | Carrière totaal | Carrière totaal | 11         | 2          | 0     | 0     | 0        | 0        | 0        | 0        | 11     | 2      |

Bijgewerkt op 19 mei 2024.

## Privé
- Oscar is de zoon van Luc Olivier, die met RFC Seraing in Eerste klasse uitkwam en later voor onder andere Olympic Charleroi en UR Namur uitkwam.[6]

3 Ngoy ·
4 Šutalo ·
5 Bolingoli ·
6 Sotiris ·
7 Bulat ·
8 Price ·
9 Zeqiri ·
10 Đukanović ·
11 Ayensa ·
13 Fossey ·
14 Kuavita ·
15 Doumbia ·
17 Camara ·
19 Badamosi ·
20 Karamoko ·
24 O'Neill ·
25 Hautekiet ·
29 Dierckx ·
30 Henkinet ·
40 Epolo ·
41 Szalai ·
44 Bates ·
45 Godfroid ·
51 Noubi ·
53 Calut ·
77 Hountondji ·
88 Lawrence ·
99 Poitoux ·
Coach: Leko